# Zsolt Gyulay
Zsolt Gyulay (n. 12 septembrie 1964, Vác, Pesta, Ungaria) este un caiacist ce a reprezentat Ungaria, medaliat olimpic. A participat la 3 ediții ale Jocurilor Olimpice (1988, 1992, 1996) în care a câștigat două medalii de aur și două medalii de argint.